# Strada statale 277 di Calle
La ex strada statale 277 di Calle (SS 277), ora strada provinciale ex SS 277 di Calle (SP ex SS 277), è una strada provinciale italiana che si snoda in Basilicata.

## Percorso
La strada ha inizio dall'innesto con la ex strada statale 96 Barese nel territorio comunale di Irsina. La strada procede quindi in direzione sud fino a Calle, frazione di Tricarico, deviando quindi verso sud-est fino ad incrociare la ex strada statale 7 Via Appia non lontano da Grassano.
Il percorso procede quindi in direzione sud, superando il fiume Basento e raggiungendo la stazione di Grassano-Garaguso dove incrocia la strada statale 407 Basentana. Continuando oltre, la strada raggiunge Garaguso, il bivio per Oliveto Lucano e per San Mauro Forte e poi si inerpica fino ad Accettura.
Uscendo dal paese, la strada acquista ulteriormente quota fino a raggiungere il valico di Montepiano (1050 m s.l.m.) superato il quale dopo pochi chilometri la strada si innesta sulla ex strada statale 103 di Val d'Agri a metà strada tra Cirigliano e Stigliano.
In seguito al decreto legislativo n. 112 del 1998, dal 2001 la gestione è passata dall'ANAS alla Regione Basilicata, che ha provveduto al trasferimento dell'infrastruttura al demanio della Provincia di Matera.